# Ксеронема Мура
Ксеронема Мура (лат. Xeronema moorei) — вид травянистых растений из рода Ксеронема семейства Ксеронемовые (Xeronemataceae), типовой вид этого рода.
Эндемик Новой Каледонии.

## Название
Вид назван в честь Чарльза Мура (Charles Moore, 1820—1905), австралийского ботаника, коллекционера горных растений Новой Каледонии, который в течение многих лет возглавлял Королевские ботанические сады в Сиднее.

## Биологическое описание
Ксеронема Мура — травянистое растение с мечевидными кожистыми листьями. Встречается в горной местности, растёт на скалах.
Цветки красные, собраны в односторонние кисти, в большей или меньшей степени горизонтально расположенные. Над цветками возвышаются достаточно длинные тычинки. Цветки опыляются птицами.

## Культивирование
Ксеронема Мура, как и второй вид этого рода, Ксеронема красивотычинковая (Xeronema callistemon) из Новой Зеландии, иногда используются как декоративные красивоцветущие садовые растения.